# Que Dios nos perdone
Que Dios nos perdone is een Spaanse film uit 2016, geregisseerd door Rodrigo Sorogoyen.

## Verhaal
Het verhaal speelt zich af in de zomer van 2011 in Madrid. Terwijl er demonstraties plaatsvinden als gevolg van de economische crisis en Madrid zich daarnaast klaarmaakt voor een bezoek van de paus, is er een seriemoordenaar actief die het voorzien heeft op oudere vrouwen. Rechercheurs Luis (Antonio de la Torre) en Javier (Roberto Álamo) worden op de zaak gezet.

## Rolverdeling
| Acteur                 | Personage     |
| ---------------------- | ------------- |
| Antonio de la Torre    | Luis Velarde  |
| Roberto Álamo          | Javier Alfaro |
| Javier Pereira         | Andrés Bosque |
| Luis Zahera            | Alonso        |
| José Luis García Pérez | Sancho        |
| Mónica López           | Amparo        |
| María Ballesteros      | Rosario       |

## Ontvangst

### Recensies
Op Rotten Tomatoes geeft 100% van de 6 recensenten de film een positieve recensie, met een gemiddelde score van 7,67/10. De Volkskrant gaf de film 3 sterren en schreef: " Que Dios nos perdone maakt gaandeweg een indruk van een film die zelfverzekerd wil overkomen, maar niet weet waar-ie het zoeken moet."

### Prijzen en nominaties
Een selectie:
| Jaar | Prijs                           | Categorie                     | Genomineerde                              | Resultaat   |
| ---- | ------------------------------- | ----------------------------- | ----------------------------------------- | ----------- |
| 2016 | San Sebastián (64ste editie)    | Gouden Schelp voor beste film | Que Dios nos perdone                      | Genomineerd |
| 2016 | San Sebastián (64ste editie)    | Juryprijs voor beste scenario | Isabel Peña, Rodrigo Sorogoyen            | Gewonnen    |
| 2017 | Premios Goya (31ste uitreiking) | Beste film                    | Que Dios nos perdone                      | Genomineerd |
| 2017 | Premios Goya (31ste uitreiking) | Beste regisseur               | Rodrigo Sorogoyen                         | Genomineerd |
| 2017 | Premios Goya (31ste uitreiking) | Beste acteur                  | Roberto Álamo                             | Gewonnen    |
| 2017 | Premios Goya (31ste uitreiking) | Beste mannelijke bijrol       | Javier Pereira                            | Genomineerd |
| 2017 | Premios Goya (31ste uitreiking) | Beste origineel scenario      | Isabel Peña, Rodrigo Sorogoyen            | Genomineerd |
| 2017 | Premios Goya (31ste uitreiking) | Beste montage                 | Alberto del Campo, Fernando Franco García | Genomineerd |